# SSSPM J1102-3431
SSSPM J1102−3431 (también conocida como TWA 28) es una joven enana marrón (10⁺⁵₋₂ Ma) a 55 parsecs (180 años luz)  del Sistema Solar, perteneciente a la asociación estelar de TW Hydrae (TWA) y de tipo espectral M8.5γ.

## Propiedades
TWA 28 tiene una luminosidad bolométrica de aproximadamente 0,003388 L☉, o tan solo el 0,34 % de la luminosidad del Sol, y una magnitud visual V de 21, lo que la hace muy débil en longitudes de onda visibles. Sin embargo, en el infrarrojo cercano es mucho más brillante (J = 13,03 / H =12,36 / Ks = 11,89). 
Su masa estimada oscila entre 25 y 36 MJ, y su radio es 2,54 veces el de Júpiter. Su gravedad superficial estimada es log(g) ≈ 4,0, aún baja debido a su corta edad, que no ha tenido tiempo de que la gravedad comprima el gas. TWA 28 tiene una temperatura efectiva de 2577 Kelvin. 
.

## Disco protoplanetario
TWA 28 se encuentra en una fase evolutiva intermedia en la que ha comenzado el crecimiento de grano y la concentración de polvo hacia el plano medio del disco.
El disco protoplanetario es cálido,  tiene una masa estimada de menos de una décima parte de la masa de Júpiter, y las observaciones no detectan líneas de emisión Hα prominentes de intensidad atribuible a la acreción, lo que sugiere que el disco ha reducido su contenido de gas y está experimentando una evolución pasiva.
Tiene un radio externo de entre 50 y 100 unidades astronómicas (UA), pero no un radio interno definido. No presenta una emisión clara en la banda de silicatos a 10 μm, lo que resulta en una escasez de granos pequeños y un predominio de granos grandes (>2 μm), indicando que el disco está en etapas tardías de evolución,   siendo una análogo a 2M1207. 